# Chris Andrews
Christopher Frederick Andrews (Romford, 15 ottobre 1942) è un cantautore, compositore e produttore discografico inglese. 
Si è imposto all'attenzione internazionale negli anni sessanta scrivendo i testi delle canzoni di Sandie Shaw e Adam Faith. 
Divenne famoso come cantante con il singolo Yesterday Man, pubblicato dalla Decca Records nel 1965, che arrivò al terzo posto della classifica di vendita inglese Official Singles Chart ed al primo nelle classifiche della Germania per cinque settimane, in Irlanda ed in Austria nel 1966.
Nel corso della sua lunga carriera ha scritto più di 700 canzoni per se stesso e per molti altri artisti.

## Carriera
Negli anni cinquanta formò un gruppo di skiffle con i quali si esibì in diversi locali londinesi. Il 14 marzo 1959 fece il debutto televisivo nello spettacolo di rock and roll Oh, Boy! della BBC. Lo stile che lo contraddistingue fu probabilmente influenzato dall'esperienza che fece come cantante nei locali di Amburgo, dove fu spesso ospite nei primi anni sessanta.. Nel 1962 formò il gruppo 'Chris Ravel and The Ravers', che effettuarono molti concerti nel Regno Unito e pubblicarono il loro unico singolo con la Decca Records nel 1963.
Raggiunse una buona notorietà come compositore delle canzoni di Adam Faith, con cui si era esibito in un locale di Soho ad inizio carriera. Particolare successo ebbero The First Time, che fu quinta nella Official Singles Chart del 1963, e We Are In Love, undicesima nel 1964. L'unico brano di Faith scritto da Andrews che entrò nelle classifiche americane fu It's Alright, che sarebbe stato in seguito inserito nel film Good Morning, Vietnam. Il manager di Faith era lo stesso della 'cantante scalza' Sandie Shaw, con la quale Andrews intraprese una proficua collaborazione componendo diverse canzoni di successo come Girl Don't Come, terza nel 1964/65, I'll Stop at Nothing, quarta nel 1965, Message Understood, sesta nel 1965 e Long Live Love, prima in quello stesso anno.
Nello stesso anno scrisse Yesterday Man, che venne ritenuta non adatta a Sandie Shaw e che Andrews incise per conto proprio. La canzone fu pubblicata nel 1965 dalla Decca e si piazzò al terzo posto delle UK Charts, raggiungendo la vetta delle classifiche canadese, irlandese, austriaca e tedesca. Sull'onda del successo ottenuto, sempre nel 1965 incise To Whom It Concerns, che raggiunse il tredicesimo posto delle UK Charts. Le successive pubblicazioni non riuscirono ad arrivare a tanto successo in patria, ma continuarono ad essere presenti nei primi posti delle classifiche di altri paesi, specialmente in Germania, dove si sarebbe esibito negli anni successivi cantando anche in tedesco. Ebbe un grande successo in Sudafrica, dove piazzò al primo posto le sue canzoni Pretty Belinda del 1969 (lanciata in Italia da Gianni Morandi col titolo Belinda), Carol OK e Brown Eyes, entrambe del 1970.
Andrews vive attualmente in Spagna ed in Germania con la moglie e manager Alexandra, e continua tuttora ad esibirsi come cantante ed a scrivere canzoni per altri artisti.

## Discografia
Nella seguente discografia sono indicati solo alcuni dei successi di Chris Andrews.

### Composizioni per altri artisti
- As Long as You're Happy Baby — Sandie Shaw
- Come Closer — Adam Faith
- Don't Run Away — Sandie Shaw
- First Time — Adam Faith
- Girl Don't Come — Sandie Shaw
- Here's Another Day — Adam Faith
- How Can You Tell — Sandie Shaw
- I'll Remember Tonight — The Mamas & the Papas
- I'll Stop at Nothing — Sandie Shaw
- It's Alright — Adam Faith
- Long Live Love — Sandie Shaw
- Message Understood — Sandie Shaw
- Nothing Comes Easy — Sandie Shaw
- Nothing Less than Brilliant — Sandie Shaw
- Run — Sandie Shaw
- Show Me — Sandie Shaw
- Think It All Over — Sandie Shaw
- Think Sometimes About Me — Sandie Shaw
- Today — Sandie Shaw
- Tomorrow — Sandie Shaw
- We Are in Love — Adam Faith
- You Don't Love Me — The Roulettes
- You've Not Changed — Sandie Shaw

### Classifica inglese dei singoli da lui interpretati
| Anno | Titolo                 | Official Singles Chart | Etichetta |
| ---- | ---------------------- | ---------------------- | --------- |
| 1965 | Yesterday Man          | #3                     | Decca     |
| 1965 | To Whom It Concerns    | #13                    | Decca     |
| 1966 | Something On My Mind   | #41                    | Decca     |
| 1966 | What'cha Gonna Do Now? | #40                    | Decca     |
| 1966 | Stop That Girl         | #36                    | Decca     |